# Zimtrohrsänger
Der Zimtrohrsänger, früher „Gartenrohrsänger“ (Acrocephalus baeticatus), ist ein Singvogel aus der Gattung der Rohrsänger (Acrocephalus) und der Familie der Rohrsängerartigen (Acrocephalidae).
Die Art kommt in großen Teilen Subsahara-Afrikas vor, aber auch auf der Iberischen Halbinsel und in Nordwestafrika.
Das Verbreitungsgebiet umfasst feuchte und sumpfige, auch saisonal überflutete Lebensräume wie Papyrus, Schilf- und Röhrichtgebiete, örtlich auch in Reisfeldern von Meereshöhe bis 1900 m Höhe.
Das Artepitheton kommt von altgriechisch Βαῖτις Baîtis, deutsch ‚Guadalquivir‘.

## Merkmale
Die Art ist 12–13 cm groß und wiegt zwischen 8 und 12 g, ist somit ein kleiner, ungestreifter Rohrsänger mit kurzen, gerundeten Flügeln, undeutlichem weißlichen Überaugenstreif, braunen Bartstreifen und Ohrdecken. Scheitel und Oberseite sind in ein warmes, auf Rumpf und Oberschwanzdecken etwas rötliches Braun gefärbt, die Flugfedern sind dunkelbraun mit blasserer warmbrauner Berandung, der Schwanz ist dunkelbraun auf der Unterseite weißlich. Die Iris ist dunkelbraun, der Schnabel auf der Oberseite dunkelbraun, auf der Unterseite gelblich. Die Füße sind graubraun bis hornfarben. Die Geschlechter unterscheiden sich nicht, Jungvögel sind etwas heller und rotfarbener gefiedert.
Die Art ist viel kleiner als der Kaprohrsänger (Acrocephalus gracilirostris), hat kürzere Flügel und zeigt ein viel wärmeres Gelbbraun. Sie ist dem Teichrohrsänger (Acrocephalus scirpaceus) sehr ähnlich, hat aber kürzere und rundere Flügel. Auch der Sumpfrohrsänger (Acrocephalus palustris) unterscheidet sich nur durch Farbe der Oberseite und Stirnprofil.

## Geografische Variation
Es werden folgende Unterarten anerkannt:
- A. b. ambiguus (Brehm, AE, 1857) – Iberische Halbinsel, Nordwestafrika, aber von der Datenbank Avibase als Unterart (Ssp.) des Teichrohrsängers angesehen[7]
- A. b. minor, auch als Acrocephalus baeticatus guiersi bezeichnet[8] Lynes, 1923 – Sahelzone von Sengal bis Sudan (Darfur)
- A. b. cinnamomeus Reichenow, 1908 – von Westäthiopien und Südsomalia südlich über den Südsudan, Uganda, Kenia, Sambia und Mosambik bis Kamerun und wohl Nigeria und Mali, aber von der Datenbank Avibase als eigenständige Art angesehen[9]
- A. b. suahelicus Grote, 1926 – Osttansania und Ostmosambik und Ostsüdafrika
- A. b. hallae White, CMN, 1960 – Südwestangola bis Südwestsambia und Westsüdafrika
- A. b. baeticatus (Vieillot, 1817), Nominatform – Nordbotswana und Simbabwe bis Südsüdafrika

## Stimme
Der üblicherweise von einer verborgenen Warte aus vorgetragene Gesang wird als rhythmische Folge von wiederholten Lauten als „chir-chir-churric-churric“ beschrieben und ist nicht von dem des Teichrohrsängers (Acrocephalus scirpaceus) zu unterscheiden, aber etwas langsamer, klarer und weicher klingend.

## Lebensweise
Die Nahrung besteht aus Insekten, die hauptsächlich in geringer bis mittlerer Höhe in der Vegetation gejagt wird.
Die Brutzeit liegt in der Regenzeit zwischen Juni und Juli im Senegal, zwischen September und Oktober im Sudan, im Januar in Zentralafrika, im Februar in Sambia, zwischen September und Jan in Namibia, zwischen Oktober und März in Botswana, zwischen November und März in Simbabwe sowie zwischen September und Februar in Südafrika. Die Art lebt überwiegend monogam.
Die Art ist ein innerafrikanischer Teilzieher, die im tiefen Süden brütenden Vögel überwintern in tropischen Zonen des Kontinents. Aus Südafrika fliegen die Vögel im Mai nach Norden und kommen im August zurück.

## Gefährdungssituation
Der Bestand gilt als nicht gefährdet (Least Concern).
(Von der IUCN und deren Gefährdungsliste nicht als eigenständige Art anerkannt)